# Murzynowo (gromada)
Murzynowo – dawna gromada, czyli najmniejsza jednostka podziału terytorialnego Polskiej Rzeczypospolitej Ludowej w latach 1954–1972.
Gromady, z gromadzkimi radami narodowymi (GRN) jako organami władzy najniższego stopnia na wsi, funkcjonowały od reformy reorganizującej administrację wiejską przeprowadzonej jesienią 1954 do momentu ich zniesienia z dniem 1 stycznia 1973, tym samym wypierając organizację gminną w latach 1954–1972.
Gromadę Murzynowo z siedzibą GRN w Murzynowie utworzono – jako jedną z 8759 gromad na obszarze Polski – w powiecie gorzowskim w woj. zielonogórskim na mocy uchwały nr V/15/54 WRN w Zielonej Górze z dnia 5 października 1954. W skład jednostki weszły obszary dotychczasowych gromad Murzynowo i Dobrojewo ze zniesionej gminy Lipki Wielkie w tymże powiecie.
1 stycznia 1955 gromadę Murzynowo włączono do powiatu skwierzyńskiego w tymże województwie, gdzie ustalono dla niej 9 członków gromadzkiej rady narodowej.
1 stycznia 1958 do gromady Murzynowo włączono wieś Gościnowo ze znoszonej gromady Stare Polichno w powiecie gorzowskim w tymże województwie.
31 grudnia 1961, w związku ze zniesieniem powiatu skwierzyńskiego, gromada Murzynowo powróciła do powiatu gorzowskiego w tymże województwie.
1 stycznia 1969 gromadę zniesiono, a jej obszar włączono do nowo utworzonej gromady Skwierzyna w tymże powiecie.